# Carice van Houten
Carice Anouk van Houten (IPA: [kaːˈris ɑˈnuk vɑn ˈɦʌu̯tə(n)]) (Leiderdorp, 5 settembre 1976) è un'attrice e cantautrice olandese.

## Biografia
Carice è la figlia dello scrittore, musicologo e storico del cinema olandese-scozzese Theodore van Houten (1952–2016) e di Margje Stasse (1950), responsabile degli affari del personale della Teleac/NOT, nota azienda televisiva olandese dedita all' infanzia e all'apprendimento. Ha una sorella minore, Jelka, nata nel 1978, anch'essa attrice. Terminati gli studi inizia a lavorare nel mondo del teatro, del cinema e della televisione del suo paese, girando film che in patria riscuotono un certo successo, come Suzy Q e Minouche la gatta. Nel 2006 arriva il ruolo che le dà la celebrità: nel film Black Book di Paul Verhoeven interpreta il personaggio della cantante ebrea tedesca infiltrata tra i nazisti (ma che lotterà anche contro la Resistenza olandese) Rachel, un ruolo complesso e ricco di sfumature. Il film è un notevole successo: record di incassi in patria, ottiene favori e incassi positivi negli Stati Uniti, in Francia e in Gran Bretagna. Carice grazie a questo ruolo vince il suo terzo Oscar olandese.
Il successo del film la lancia sulla scena internazionale: oltre a girare un film olandese ad episodi nel 2007, Allef is liedfe (uno dei film più visti nella storia del cinema olandese), gira molti film in lingua inglese di respiro internazionale. Il primo è Dorothy Mills di Agnes Merlet, in uscita nel 2008, in un ruolo da protagonista assoluta. Successivamente recita nel film Operazione Valchiria (2008) di Bryan Singer, interpretando il ruolo di Nina, moglie del colonnello Claus Schenk von Stauffenberg, in una vicenda ambientata durante la seconda guerra mondiale. Tra i film successivi Repo Men di Miguel Saponchick, in cui recita accanto a Jude Law, Forest Whitaker, Liev Schreiber e Alice Braga e il fantasy Il segreto di Green Knowe di Julian Fellowes, in cui affianca Maggie Smith. Il 19 luglio 2011 l'attrice viene scelta per interpretare la sacerdotessa Melisandre nella serie HBO Il Trono di Spade.

### Vita privata
Dal 2015 ha una relazione con l'attore Guy Pearce. La coppia ha un figlio, Monte Pearce, nato ad Amsterdam il 29 agosto 2016.

## Filmografia

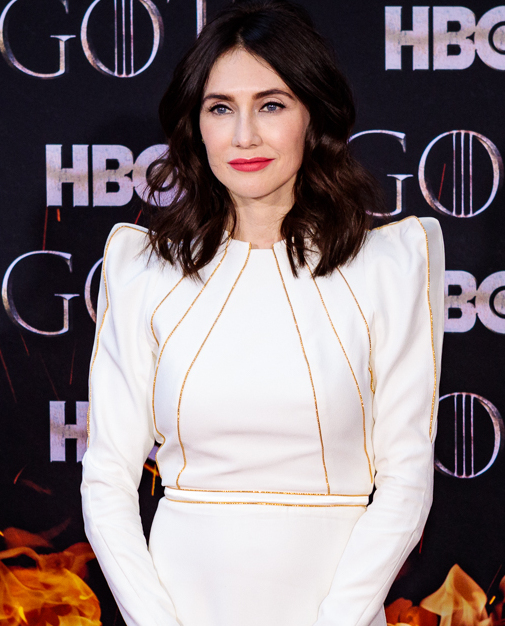
Carice Van Houten nel 2019.

### Cinema
- Ivoren Wachters, regia di Dana Nechushtan (1998)
- Storm in mijn Hoofd, regia di Frans Weisz (2001)
- AmnesiA, regia di Martin Koolhoven (2001)
- Minouche la gatta, regia di Vincent Bal (2001)
- De Passievrucht, regia di Maarten Treurniet (2003)
- Zwarte Zwanen, regia di Colette Bothof (2005)
- Lepel, regia di Willem van de Sande Bakhuyzen (2005)
- Knetter, regia di Martin Koolhoven (2005)
- Ik omhels je met 1000 armen, regia di Willem van de Sande Bakhuyzen (2006)
- Black Book (Zwartboek), regia di Paul Verhoeven (2006)
- Alles is Liefde, regia di Joram Lürsen (2007)
- Dorothy Mills, regia di Agnès Merlet (2008)
- Operazione Valchiria (Valkyrie), regia di Bryan Singer (2008)
- Il segreto di Green Knowe (From Time to Time), regia di Julian Fellowes (2009)
- Komt een vrouw bij de dokter: een ode aan de liefde, regia di Reinout Oerlemans (2009)
- Repo Men, regia di Miguel Sapochnik (2010)
- De gelukkige huisvrouw, regia di Antoinette Beumer (2010)
- Black Death - ...un viaggio all'inferno (Black Death), regia di Christopher Smith (2010)
- Black Butterflies, regia di Paula van der Oest (2011)
- Intruders, regia di Juan Carlos Fresnadillo (2011)
- Jackie, regia di Antoinette Beumer (2012)
- Alles is familie, regia di Joram Lürsen (2012)
- Il quinto potere (The Fifth Estate), regia di Bill Condon (2013)
- Incarnate - Non potrai nasconderti (Incarnate), regia di Brad Peyton (2016)
- Race - Il colore della vittoria (Race), regia di Stephen Hopkins (2016)
- Brimstone, regia di Martin Koolhoven (2016)
- Domino, regia di Brian De Palma (2019)
- Instinct, regia di Halina Reijn (2019)
- The Glass Room (The Affair) (2019)
- Lost Girls and Love Hotels, regia di William Olsson (2020)

### Televisione
- Het Labyrint – serie TV (1997)
- Suzy Q, regia di Martin Koolhoven – film TV (1999)
- Goede daden bij daglicht: Op weg, regia di Johan Timmers – film TV (2000)
- De acteurs – serie TV (2001)
- Luifel & Luifel – serie TV (2001)
- Russen – serie TV, 1 episodio (2004)
- Kopspijkers – serie TV, 1 episodio (2004)
- Koppensnellers – serie TV (2006)
- Gewoon Hans, regia di Diederik Ebbinge – film TV (2009)
- In Therapie – serie TV, 3 episodi (2010)
- Il Trono di Spade (Game of Thrones) – serie TV, 29 episodi (2012-2019)
- Temple – serie TV, 15 episodi (2019-2021)
- Le relazioni pericolose (Dangerous Liaisons) – serie TV, 7 episodi (2022)

### Cortometraggi
- 3 Ronden, regia di Jan Willem-Schaepman (1997)
- Het Everzwijn, regia di Amber Franssen (2002)
- Boy Meets Girl Stories #1: Smachten, regia di Mark de Cloe (2005)
- U & Eyes, regia di Vito de Haas (2011)

## Videoclip
- Cut The World, Antony and the Johnsons, regia di Nabil Elderkin (2012)

## Doppiaggio
- I Simpson (The Simpsons) – serie animata, episodio 26x20 (2015)
- Robot Chicken – serie animata, episodio 8x13 (2016)

## Discografia
- 2012 – See You on the Ice

## Riconoscimenti
- Screen Actors Guild Awards
  - 2014 – Candidatura al miglior cast in una serie drammatica per Il Trono di Spade
  - 2016 – Candidatura al miglior cast in una serie drammatica per Il Trono di Spade

## Doppiatrici italiane
Nelle versioni in italiano delle opere in cui ha recitato, Carice van Houten è stata doppiata da:
- Francesca Fiorentini in Minouche la gatta, Operazione Valchiria, Intruders, Incarnate - Non potrai nasconderti, Domino, Temple, Le relazioni pericolose
- Chiara Colizzi in Black Book
- Domitilla D'Amico ne Il quinto potere
- Sabrina Duranti in Black Death - Un viaggio all'inferno
- Cinzia Villari ne Il Trono di Spade
- Ilaria Stagni in Repo Men
- Marit Nissen in Race - Il colore della vittoria

Da doppiatrice è sostituita da:
- Sabrina Duranti ne I Simpson